# Cholame (California)
Cholame (/ʃə'læm/) es una comunidad no incorporada del condado de San Luis Obispo, California, Estados Unidos. Se encuentra a 1,6 km de la zona en la que se ubica la grieta de la falla de San Andrés, a una altitud de 351 m s. n. m., y está situada en las coordenadas 35°43′26″N 120°17′44″O / 35.72389, -120.29556. Se llega a Cholame por la Ruta Estatal 41, justo al suroeste de la intersección de la ruta 46. Los datos de precipitación de un rancho cercano muestra que el área alrededor de Cholame solo recibe alrededor de ocho a nueve pulgadas (229 mm) de lluvia en un año normal.
El pueblo es más conocido como el lugar donde murió el actor de cine James Dean, el 30 de septiembre de 1955. Sin embargo, Dean murió realmente en la intersección de las carreteras estatales 41 y 46, ubicado a una milla al noreste, cuando el estudiante universitario Donald Turnupseed hizo un giro a la izquierda sin ver el Porsche 550 Spyder de Dean que se acercaba a alta velocidad por el carril contrario. El 30 de septiembre de 2005, en el 50 aniversario de la muerte de Dean, unos pocos cientos de personas se reunieron en Cholame para rendir homenaje al actor. Cholame tiene un restaurante y un monumento a James Dean erigido en el sitio en 1977 por el rico empresario japonés Seita Onishi en la base de un árbol.
El código postal de Cholame es 93461. La comunidad está dentro del código de área 805.